# Un cosaque chevauche au-delà du Danube

Un cosaque chevauche au-delà du Danube (en ukrainien : Їхав козак за Дунай, Yikhav kozak za Dounaï) est l'une des chansons populaires les plus connues du folklore ukrainien. Écrite par Semen Klymovsky (uk:Семен Климовський, ru:Климовский, Семён) elle est aussi populaire en Russie (en russe : Ехал казак за Дунай, Yekhal kazak za Dounaï). Elle évoque la séparation d'avec sa belle d'un cosaque partant pour la guerre.
Traduite en allemand par Christoph August Tiedge sous le nom de Schöne Minka (« Jolie Minka »), elle est aussi devenue populaire en Allemagne.
En 1816, Ludwig van Beethoven écrit sur l'air de la chanson un lied, Schöne Minka, ich muß scheiden (« Jolie Minka, je dois prendre congé »), qui constitue le 16e des 23 Chants populaires de diverses nations (en allemand : 23 Liedern verschiedener Völker).
Ludwig van Beethoven démarre aussi son op. 107 n° 7 (Air russe en la mineur, "Minka") en se basant sur l'air de la chanson.

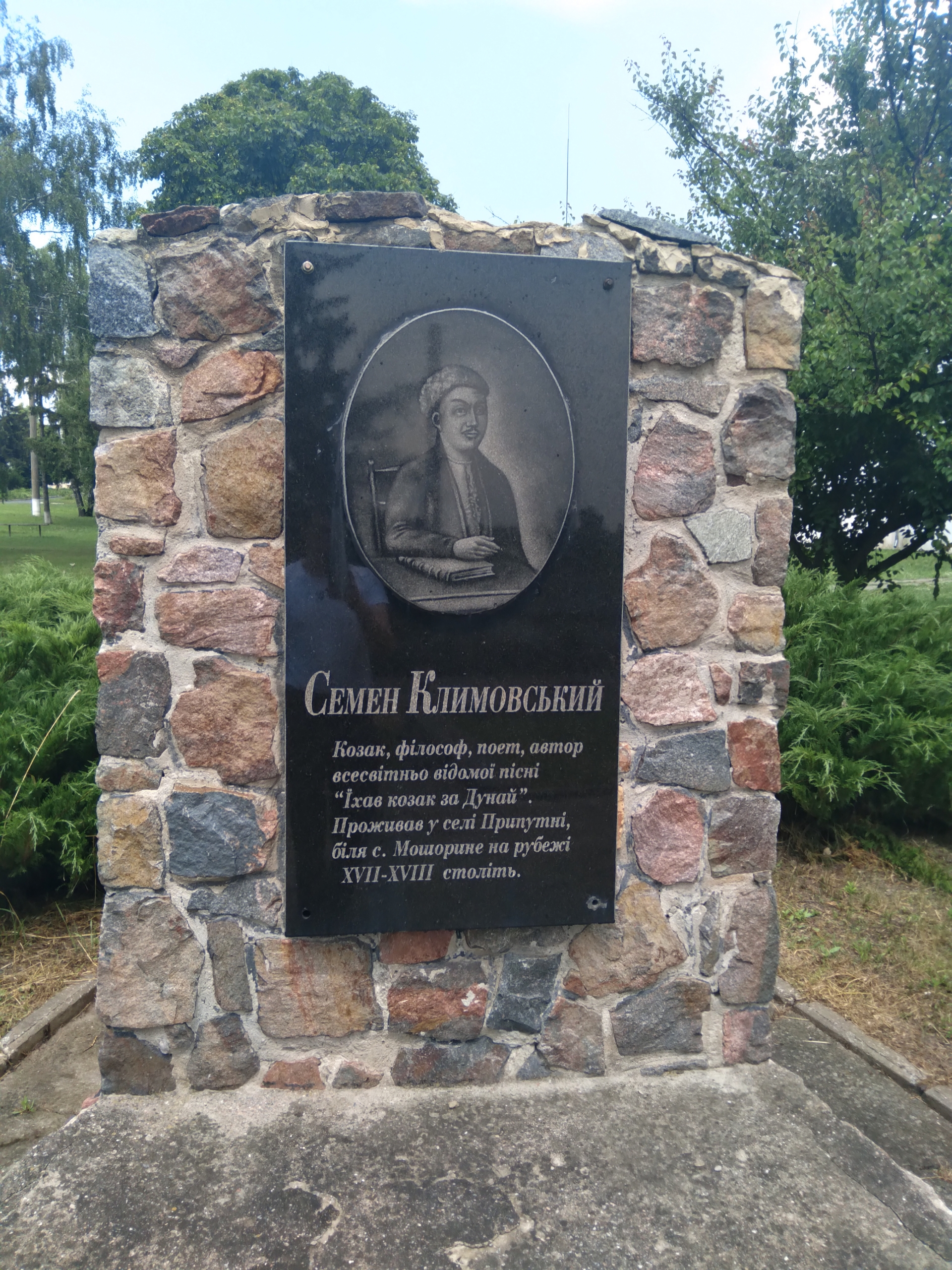
un monument à l'auteur de la chanson dans le village de Mochoryne, où il est décédé.

## Les paroles
(Remarque : il existe des variantes et des couplets complémentaires).
| Texte ukrainien | Version phonétique française | Traduction littérale |
| --- | --- | --- |
| Їхав козак за Дунай, сказав: "Дівчино, прощай! Ти, конику вороненький, неси та гуляй! " "Постій, постій мій козаче, твоя дівчина плаче, На кого ж ти покидаєш, тільки подумай!" Приспів (весь куплет 2): Лучше було б, лучше було б не ходить, Лучше було б, лучше було б не любить, Лучше було б, лучше було б та й не знать, Чим тепер, чим тепер забувать. Вийшла, руки заломивши I тяженько заплакавши: "Як ти ж мене покидаєш, тільки подумай!" "Білих ручок не ламай, ясних очей не стирай, Мене з війни із славою к собі ожидай". Приспів "Не хочу я нікого, тільки тебе одного, Ти здоров будь, мій миленький, а все пропадай". Свиснув козак на коня: "Оставайся здорова! Як не згину, то вернуся через три года!" | Yikhav kozak za Dounaï Skazav : – Divtchyno, prochtchaï ! Ty, konykou voronèn'kyï, Nèssy ta houlïaï ! – Postiï, postiï, miï kozatchè, Tvoïa divtchyna platchè, Na koho j ty pokydaïech, Til'ky podoumaï ! Refrain (deux fois) : Loutch'chè boulob, loutch'chè boulob nè khodyt', Loutch'chè boulob, loutch'chè boulob nè lioubyt', Loutch'chè boulob, loutch'chè boulob taï nè znat', Tchym tèpèr, tchym tèpèr zabouvat'. Vyïchla, rouky zalomyvchy I tiajèn'ko zaplakavshy : – Iak ty j mènè pokydaïech, Til'ky podoumaï ! – Bilykh routchok nè lamaï, Iasnykh otcheï nè styraï, Mènè z viïny iz slaboïou K sobi ojidaï. Refrain – Nè khotchou ia nikoho, Til'ky tèbè odnoho, Ty zdorov boud', miï mylèn'kyï, a vsè propadaï. Svysnouv kozak na konia : – Ostavaïssia zdorova ! Iak nè zghynou, to vèrnoussia Tchèrèz try hoda ! | Un cosaque chevauchait au-delà du Danube, Il dit : – Au revoir, ma belle ! Et toi, mon bon cheval noir, Emmène-moi et marche !" – Attends, attends, mon cosaque, Voici ta belle qui pleure, Pourquoi donc veux-tu m'abandonner ? Penses-y seulement ! Refrain (deux fois) : Mieux vaudrait, mieux vaudrait ne pas partir Mieux vaudrait, mieux vaudrait ne pas aimer Mieux vaudrait, mieux vaudrait ne pas s'être connus Pour maintenant, maintenant s'oublier. Elle sortit en se tordant les mains Et se mit à pleurer amèrement : – Voilà donc que tu m'abandonnes, Penses-y seulement ! – Ne tords pas tes blanches mains, Ne frotte pas tes yeux clairs, Attends-moi, de la guerre Je reviendrai couvert de gloire. Refrain – Je ne veux pas d'un autre C'est toi seul que je veux, Prends soin de toi, mon cœur, C'est tout ce qui m'importe. Le cosaque siffla son cheval : – Prends bien soin de toi ! Si je ne meurs pas, je serai de retour D'ici trois ans ! |